# Mercancía peligrosa
Mercancía peligrosa (en inglés: Precious Cargo) es una película canadiense de acción dirigida por Max Adams y escrita por Adams y Paul V. Seetachitt. La película es protagonizada por Mark-Paul Gosselaar, Bruce Willis, Claire Forlani, John Brotherton, Lydia Hull y Daniel Bernhardt. La película fue estrenada el 22 de abril de 2016 por Lionsgate Premiere.

## Sinopsis
Un jefe del crimen trata de escapar con un botín que pertenece a otro ladrón. 

## Reparto
- Mark-Paul Gosselaar como Jack.
- Bruce Willis como Edward "Eddie" Filosa.
- Claire Forlani como Karen.
- John Brotherton como Nicholas.
- Lydia Hull como Jenna.
- Daniel Bernhardt como Simon.
- Ashley Kirk como Zoe.
- Tyler Jon Olson como Lucas.
- Jenna B. Kelly como Logan.
- Christopher Rob Bowen como Glenn.
- Torrie Wilson como Vanessa.
- Sammi Barber como Apsara.
- Jean-Claude Leuyer como Gustavo.
- Nicholas M. Loeb como Andrew Herzberg.

## Estreno
La película fue estrenada el 22 de abril de 2016 por Lionsgate Premiere.